# A Bestiary of
Albums de The Creatures
Boomerang
(1990) Anima Animus
(1999)
A Bestiary of est un CD de compilation de The Creatures, le deuxième groupe de la chanteuse Siouxsie. Ce cd sorti en 1997, réunit en version remasterisée l'intégralité des premiers enregistrements du groupe parus entre 1981 et 1983 : le EP Wild Things, l'album Feast, la face-B du single Miss the Girl et les deux titres du single Right Now.

## Liste des titres
- EP Wild Things (1981)

1. Mad Eyed Screamer
2. So Unreal
3. But Not Them
4. Wild Thing
5. Thumb

- Album  Feast (1983)

1. Morning Dawning
2. Inoa'ole
3. Ice House
4. Dancing on Glass
5. Gecko
6. Sky Train
7. Festival of Colours
8. Miss the Girl
9. A Strutting Rooster
10. Flesh

- Face-B du single Miss the Girl (1983)

1. Hot Spring in the Snow

- Face-A et face-B du single Right Now (1983)

1. Weathercade
2. Right Now